# Kuznecove
Kuznecove (in ucraino Кузне́цове?; in russo Кузнецово?, Kuznecovo) è un villaggio ucraino.